# 阿部英彦
阿部 英彦（あべ ひでひこ、1931年 - ）は、日本の鉄道技術者。

## 略歴
- 1931年 東京都に生まれる。
- 1954年 東京大学工学部土木工学科 卒業
- 1954年 日本国有鉄道 入社
- 1956年 日本国有鉄道施設局特殊設計室（後の構造物設計事務所）勤務
- 1961年 イリノイ大学大学院修了
- 1971年 日本国有鉄道構造物設計事務所 次長
- 1974年 東京大学工学博士
- 1982年 日本国有鉄道構造物設計事務所 所長
- 1984年 宇都宮大学工学部土木工学科 教授
- 1993年 足利工業大学工学部土木工学科 教授

## 受賞歴
- 1975年 土木学会田中賞（論文部門）[1]
- 1977年 環境賞優良賞[2]
- 2003年 土木学会田中賞（研究業績部門）[3]
- 2009年 伊藤學賞[4]